# Іограф (печера)
Іограф (печера) — велика карстова печера з невеликим входом в один високий зал. Розташована на хребті Іограф біля підніжжя скелі Йєрах-Хюль у Кримських горах. В 1947 році оголошена пам'яткою природи. Характерна печерними формами: натічні сталактити і сталагміти, невеликі ванни. В VIII—IX століттях тут був християнський храм. Поряд з ним — татарський мезарлик (цвинтар). В 2000 році над печерою встановлено пам'ятний хрест «2000 Р. X.»